# Рачунарска графика
Рачунарска графика је стварање, обрада, дорада, моделација и визуелизација синтетичких слика, као и анимација, у две, или три димензије, статичних и динамичних, уз помоћ рачунара и рачунарских програма, који су дизајнирани и програмирани за ту намену. Рачунарска графика данас има широку примену у науци, индустрији, архитектури и дизајну. 
У рачунарску графику, такође спада и графички кориснички интерфејс (енгл. Graphic User Interface - GUI), односно, интерфејс модерних оперативних система и софтвера, мултимедијални системи које срећемо на Интернету, графички мултимедијални програми, уз помоћ којих се приказује садржај на оптичким дисковима, типа CD-ROgM и DVD, итд.

## Употреба рачунарске графике
Рачунарска графика је израз који се односи на продукцију слика преко рачунара за коришћење у било ком медију. Статичне слике које се користе у графичком дизајну се данас скоро у потпуности стварају или модификују уз помоћ рачунара, као и статичне слике за стрипове, али и слике у покрету које срећемо у анимацијама. Реалистичне слике које срећемо у данашњим видео-играма и симулацијама виртуелне реалности, не би биле могуће без употребе савремених капацитета рачунарске графике. Рачунарска графика је такође од велике важности у научним визуелним симулацијама, дисциплини у којој се користе слике и боје за моделирање комплексних феномена као што су кретања ваздуха и кретања у електричним пољима. Такође се користи у инжењерингу и дизајну потпомогнутом рачунарима, гдје се дизајнирани објекти цртају моделирају, праве симулације и раде анализе уз помоћ специјализованих програма или информационих система.
Специфичније, рачунарска графика се користи за: 
- тродимензионалну визуелизацију у реалном времену, (у видео-играма и приликом стварања модела виртуелне реалности);
- рачунарску анимацију, видео-дигитализацију и видео-визуелизацију, обраду и дорађивање специјалних ефеката, (за потребе филмске и телевизијске индустрије);
- стварање и обрада статичне дводимензионалне синтетичке слике (векторска и растер графика), за потребе графичког дизајна, индустријске штампе, итд;
- стварање и манипулација тродимензионалних рачунарских модела за потребе инжењерства, архитектуре, индустријског дизајна (ради превизуелизације дизајна и промоције одређених производа), медицине (за потребе хирургије), итд;
- стварање графичких модела преко сложених алгоритамских и математичких система (нумеричка механика), уз помоћ којих се динамички симулирају понашања разних флуида и одређених природних феномена, (има своје специфичне примјене у медицини за симулацију кретања крвотока), метеорологији, вулканској геологији, физици, итд).

## Аски уметност
Аски уметност је једна од најстаријих облика рачунарске графике. Састоји се од репрезентације слика и даљих графичких елемената од слова и знакова. Основ ове уметничке дисциплине настали су још у 19. веку са првим писаћим машинама а од 60-их година се ова уметност развијала на пољу рачунарства.